# Dollar Days
Dollar Days is een nummer van Britse muzikant David Bowie, uitgebracht als de zesde track op zijn laatste studioalbum Blackstar, uitgebracht op 8 januari 2016. In de nasleep van Bowie's overlijden twee dagen later piekte het nummer op nummer 90 in de Nederlandse Single Top 100 en nummer 138 in de UK Singles Chart.

## Achtergrond
Het nummer werd opgenomen zonder dat er vooraf een demo van werd gemaakt. Donny McCaslin, die saxofoon speelde op het album Blackstar, zei hierover: "Op een dag pakte David gewoon een gitaar op...hij had dit ideetje, en we leerden het nummer daar in de studio."

## Hitnoteringen

### Nationale Hitparade top 50 /Single Top 100
| Hitnotering: 16-01-2016 | Hitnotering: 16-01-2016 | Hitnotering: 16-01-2016 | Hitnotering: 16-01-2016 |
| Week:                   | 1                       |                         |                         |
| ----------------------- | ----------------------- | ----------------------- | ----------------------- |
| Positie:                | 90                      | uit                     |                         |